# 埃尔埃希多
埃尔埃希多，是西班牙安达卢西亚自治区阿尔梅里亚省的一个市镇。总面积223平方公里，2001年总人口57,877人，人口密度每平方公里260人。